# Carlos J. Meneses
Carlos Julio Meneses Ladrón de Guevara (6 de junio de 1863 - 6 de abril de 1929), conocido como Carlos J. Meneses, fue un pianista y director de orquesta mexicano, quien tuvo un breve apogeo como concertista, pues se enfocó más a la dirección de orquesta. Fue el primer director sinfónico profesional de México. En 1910 dirigió las sinfonías de Beethoven en la Ciudad de México. Por la crítica de su época se sabe que era un brillante intérprete, pero no se conocen grabaciones suyas. Fue profesor del Conservatorio Nacional de Música y fundó su propia academia privada, la "Escuela Mexicana de Piano". Era hijo del organista Clemente Meneses y la cantante Soledad Ladrón de Guevara. Falleció dando clases. 

## Trayectoria
En la época en que nació este notable músico mexicano, aún no existía el Conservatorio, ya que este fue fundado por la Sociedad Filarmónica Mexicana en 1866, el día 1 de julio. Por esta razón, su madre lo inició en sus primeras lecciones de música y más adelante su padre continuó la labor iniciada por su esposa. Durante el Segundo Imperio Mexicano, su tío Miguel Meneses fue nombrado "director y compositor de cámara" de Maximiliano de Habsburgo.
A los 15 años ya era distinguido como una de las personas más entendidas sobre teoría y análisis musical, además de ser un pianista y acompañante renombrado.
En 1880 la prestigiada cantante Ángela Peralta invitó a Meneses a dirigir los coros de su compañía de ópera. Tuvo entonces la oportunidad de empaparse de un nuevo género y aprendió así los diversos estilos de interpretación y técnica vocal del bel canto. Más tarde fue director de la compañía y de su orquesta. A partir de este memento su fama y reputación como director fue creciendo y en 1892 junto con José Rivas, Gustavo E. Campa y Felipe Villanueva funda la Sociedad Anónima de Conciertos.
En 1886 se asoció con Felipe Villanueva, Ricardo Castro, Gustavo E. Campa, Juan Hernández Acevedo e Ignacio Quezadas formando el "Grupo de los Seis", con la finalidad de crear un Instituto Musical en el que pudieran poner en práctica sus teorías y enfoques para la enseñanza del piano y la música. Pretendían eliminar el italianismo de la música de la época mediante la introducción de autores franceses, rusos y alemanes.
En 1888 contrae matrimonio con Luz de la Peza González y del cual procrearon 6 hijos (Carlos Manuel, María de la Luz, María Elena, Miguel Filomeno, María Teresa y Carmen Clementina).
En 1908 lo nombraron director del Conservatorio Nacional de Música de México. Es considerado como el primer director mexicano de orquesta sinfónica y precursor de las mismas en el país.

### Fallecimiento
Falleció el 6 de abril de 1929 a los 65 años, durante el transcurso de una clase dentro del Conservatorio.